# Gluhar, Kărdjali
Gluhar (în bulgară Глухар) este un sat în comuna Kărdjali, regiunea Kărdjali,  Bulgaria. 

## Demografie
Componența etnică a satului Gluhar
     Turci (91,43%)
     Nicio identificare (8,24%)
     Altele (0,32%)
La recensământul din 2011, populația satului Gluhar era de 922 locuitori. Din punct de vedere etnic, majoritatea locuitorilor (91,43%) erau turci. Pentru 8,24% din locuitori nu este cunoscută apartenența etnică.